# Observatorul interferometru laser de unde gravitaționale

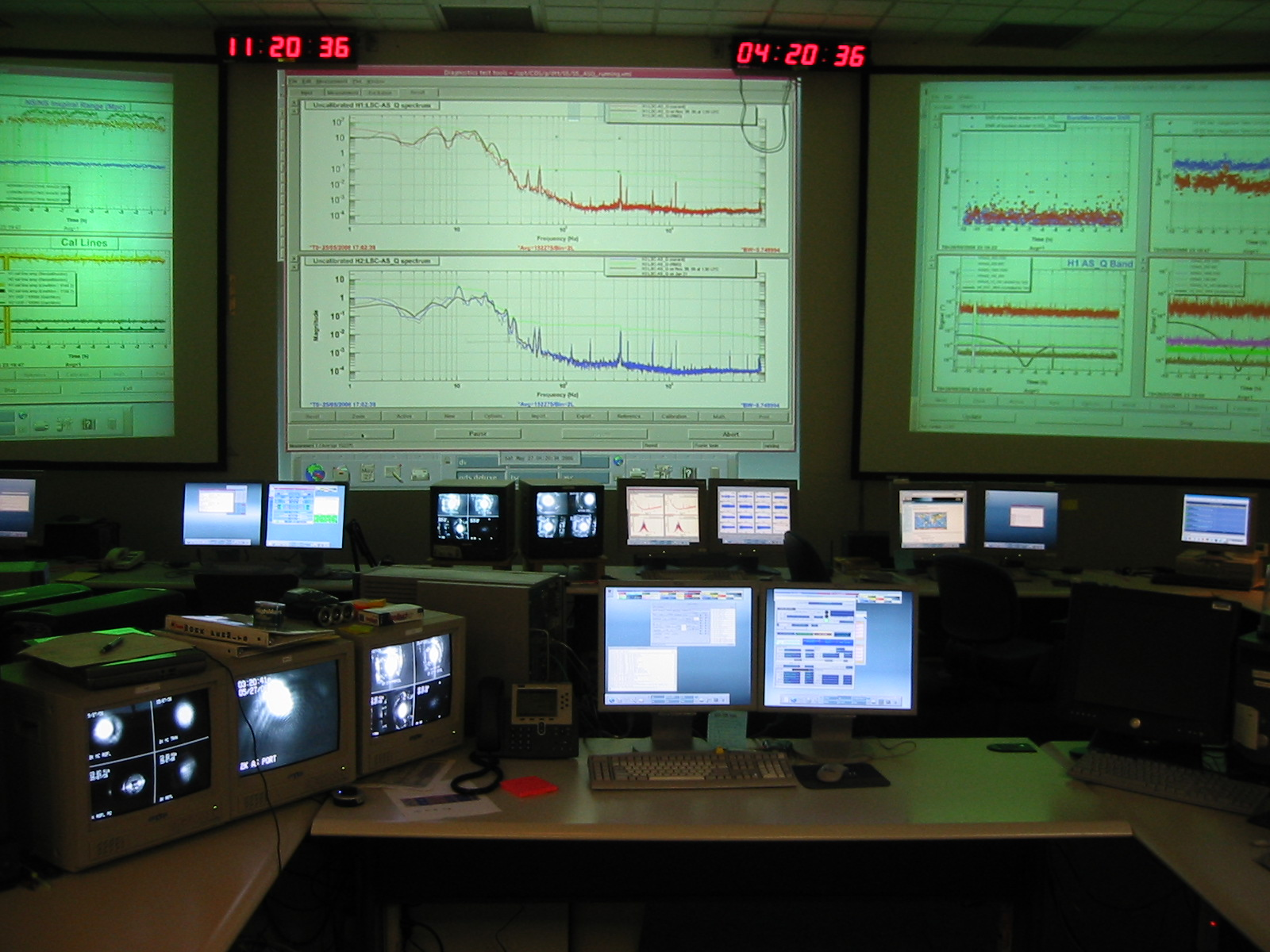
Camera de control LIGO din Hanford

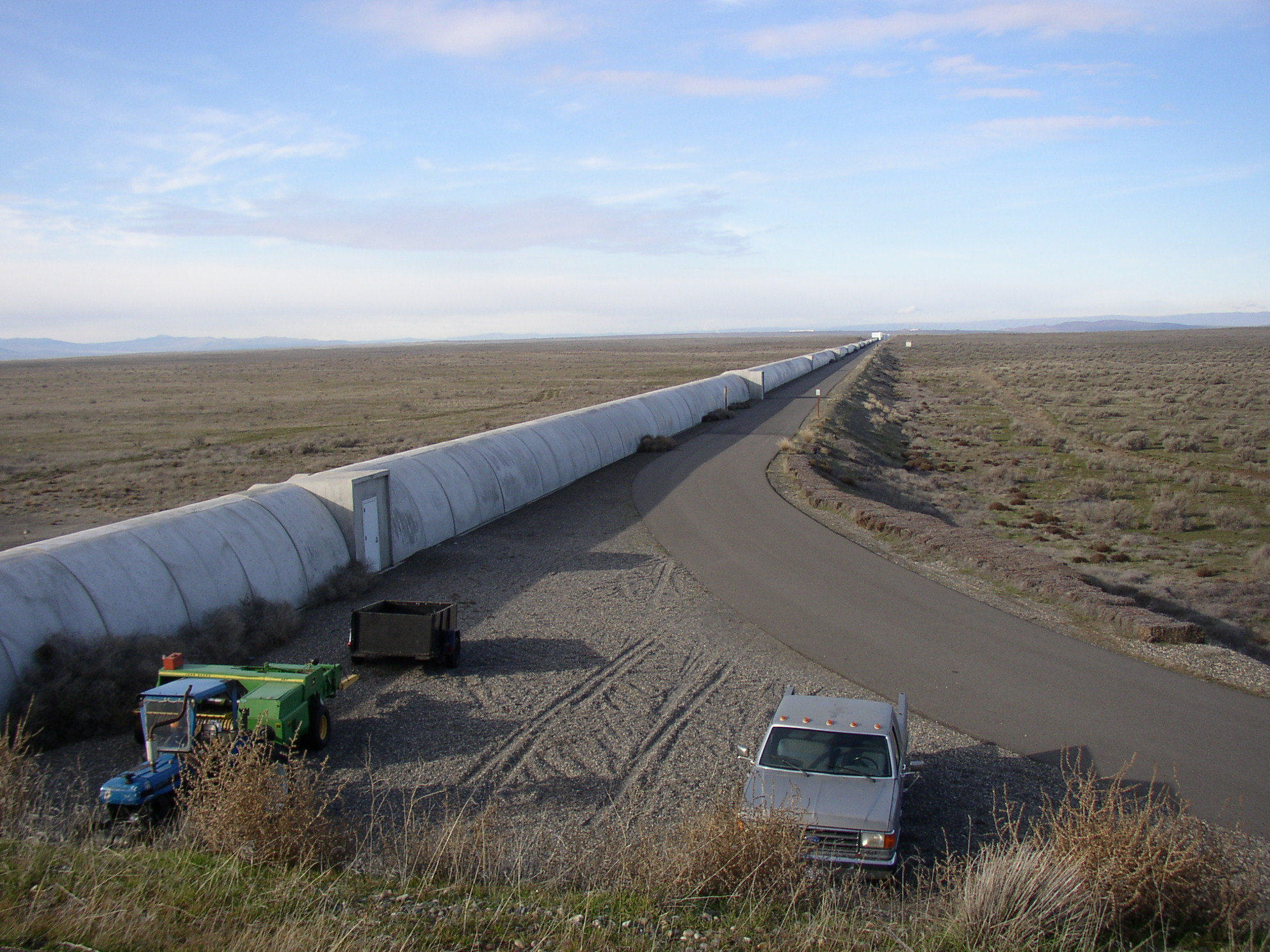
Brațul Nord al interferometrului din Hanford

Observatorul interferometru laser de unde gravitaționale, cunoscut sub acronimul LIGO (din engleză Laser Interferometer Gravitational-Wave Observatory), este un experiment de fizică la scară mare în scopul detectării directe a undelor gravitaționale. LIGO e un proiect comun al cercetătorilor de la MIT, Caltech și multe alte universități și institute, inițiat în anul 1992 de Kip Thorne și Ronald Drever.
La 11 februarie 2016 LIGO a anunțat detectarea undelor gravitaționale.

## Modul de funcționare

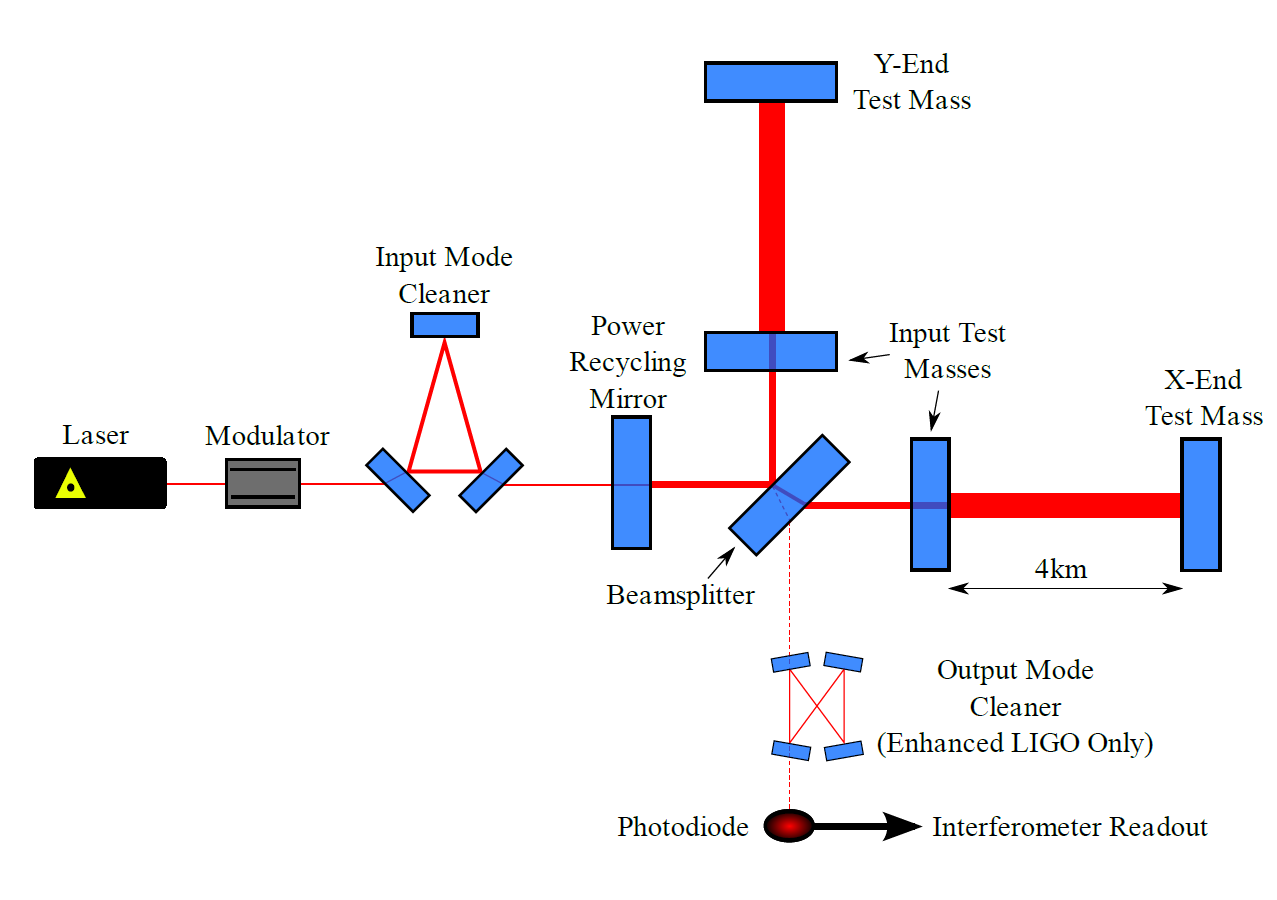

Observatorul LIGO e compus din interferometrul primar, ce constă în două fascicule aflate la 4 km, formând astfel un interferometru de tip Michelson. Un laser Nd:YAG de 1064 nm emite un fascicul cu putere de 20W, care trece printr-o oglindă se reciclare a puterii. Oglinda transmite pe deplin lumina incidentă și reflectă lumina din cealaltă parte, cauzând creșterea puterii câmpului luminos dintre oglindă și divizorul de fascicul ulterior de 700 W. De la separatorul de fascicul, lumina se deplasează de-lungul de două brațe octogonale, iar oglinzile parțial reflectorizante se creează cavități Fabry-Perot, ceea ce crește lungimea efectivă a luminii de pe braț, rezultând o putere a câmpului luminos de 100 kW.
Când trece o undă gravitațională este dată formula:
{\displaystyle {\frac {\delta L}{L}}=C\times h}
Aceasta arată fluctuația lungimii cavităților când trece o asemenea undă, h fiind amplitudinea undei și C un factor geometric relativ mai mic sau egal cu 1, ce depinde de orientarea cavității și raza incidentă. Pe scurt lumina din cavitate devine ușor defazată față de lumina care intră. Prin urmare, cavitatea va pierde periodic foarte puțin coerență, iar fasciculele, care sunt reglate pentru a interfera distructiv la detector, vor avea o detonare foarte ușoară, care variază periodic. Acest lucru are ca rezultat un semnal măsurabil.
După un echivalent de aproximativ 280 de călătorii pe o lungime de 4 km până la oglinzile îndepărtate și înapoi,[66] cele două fascicule separate părăsesc brațele și se recombină la separatorul de fascicul. Fasciculele care se întorc de la două brațe sunt menținute defazate, astfel încât atunci când brațele sunt atât în coerență, cât și în interferență (ca atunci când nu trece nicio undă gravitațională), undele lor luminoase se scad și nicio lumină nu ar trebui să ajungă la fotodiodă. Când o undă gravitațională trece prin interferometru, distanțele de-a lungul brațelor interferometrului sunt scurtate și prelungite, determinând ca fasciculele să devină puțin defazate. Acest lucru duce la intrarea în fază a fasciculelor, creând o rezonanță, prin urmare, o parte de lumină ajunge la fotodiodă, indicând un semnal. Lumina care nu conține semnal este returnată la interferometru folosind o oglindă de reciclare a puterii, crescând astfel puterea luminii în brațe. În funcționarea efectivă, sursele de zgomot pot provoca mișcare în optică, care produce efecte similare cu semnalele de unde gravitaționale reale; o mare parte din arta și complexitatea instrumentului constă în găsirea unor modalități de a reduce aceste mișcări false ale oglinzilor. Observatorii compară semnalele de la ambele site-uri pentru a reduce efectele zgomotului.

## Viitorul proiectului

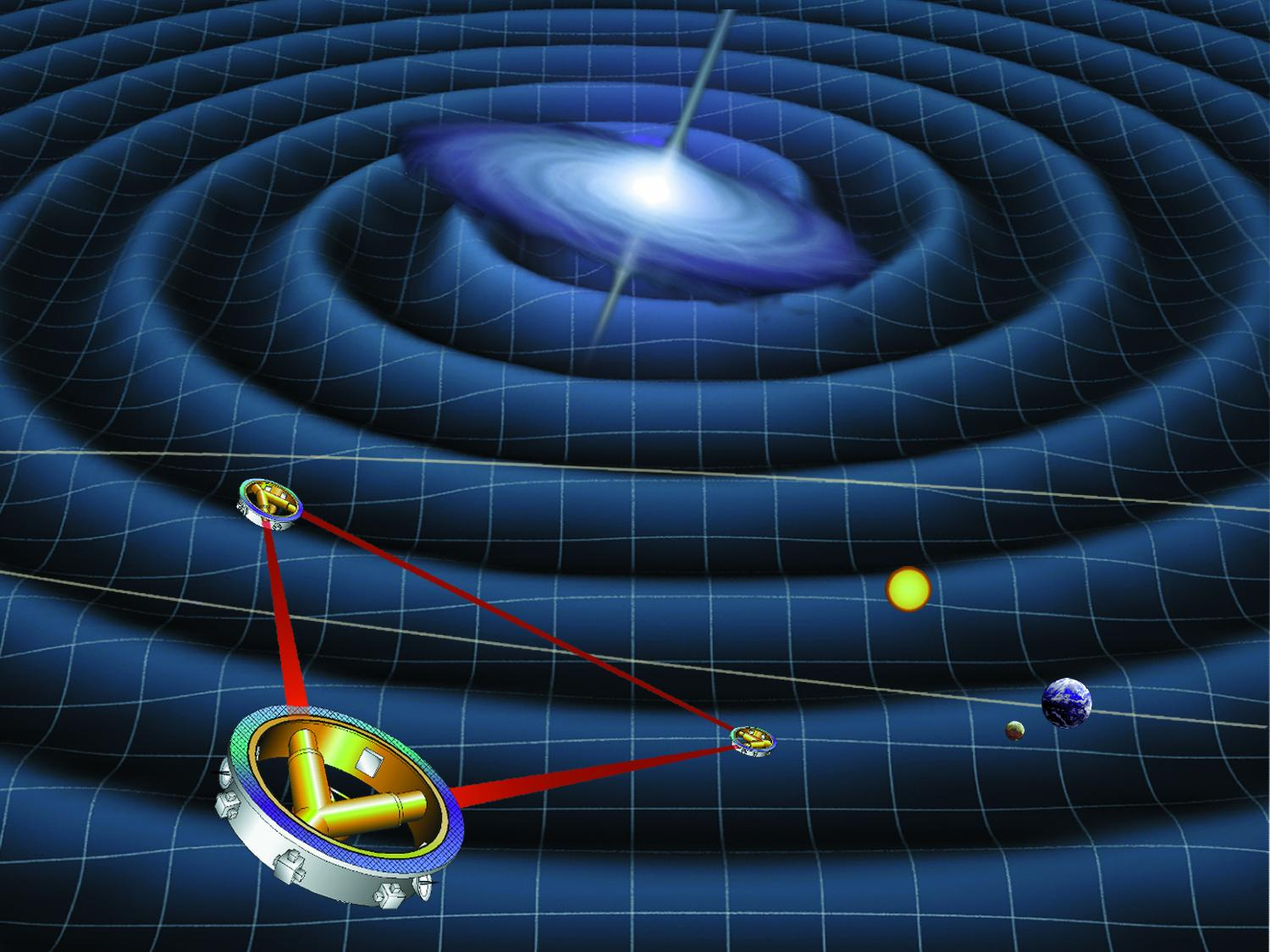
Observatorul LISA în spațiu

În 2037 NASA și ESA plănuiesc lansarea lui LISA (Laser Interferometer Space Antenna), un senzor de detectare a undelor gravitaționale.
Sistemul interferometric va fi compus din trei sateliți aflați la 2,5 milioane de kilometri, formând un triunghi echilateral, dispuși pe o orbită heliocentrică. Fiecare dintre acești sateliți conține câte două mase de referință, aflate în cădere liberă. Rolul lor este de a elimina perturbațiile exterioare, precum vântul solar. Practic, ele pot elimina perturbații până la o miliardime de metru.
Fiecare satelit emite două fascicule laser spre celelalte, iar spre deosebire de interferometrele de tip Michelson, fasciculele laser nu vor fi reflectate. Aceasta e posibil, căci distanță dintre sateliți va fi foarte mare, iar puterea luminoasă recepționată va fi de ordinul picowaților. Din acest motiv, fasciculele vor combinate într-un interferometru numeric.
Cum undele gravitaționale crează perturbări ale structurii continuului spațiu-timp, ducând la o distanțare ușoară a celor trei sateliți. Prin tehnici interferometrice se va măsura cu acuratețe distanță dintre sateliți. LISA poate detecta unde de joasă frecvențe (aflate între 0,1 și 100 mHz) ce nu sunt accesibile telescoapelor terestre. 
De asemenea, România va contribui la acest proiect cu CAS (Constellation Acquisition Sensor), care va avea rolul de a verifica alinierea celor trei sateliți, permițând achiziționarea fasciculelor laser de detectori interferometrice.